# 臺北市私立達人高級中學
臺北市私立達人高級中學（英語：Da Ren Catholic High School），簡稱達人高中，是臺北市一所天主教私立高級中學。因應時代趨勢，2023年8月起，國中部首度招收男生，校名也將改為「臺北市私立達人高級中學」。

## 沿革
- 1965年再興中學女生部
- 1976年獨立為「達人女中」
- 1981年開始招收高中部女生,成為「達人女子高級中學」並附設有國中部的完全中學[2]。
- 2023年8月起因應時代趨勢，國中部首度招收男生，校名也改為「臺北市私立達人高級中學」。[3]

## 教育願景
- 投身(Commitment)、傑出(Excellence)、慈憫(Compassion)、自尊(Self-esteem)
- 以基督化的教育方式，為社會培養有用的人材
- 學習的圖像：成己達人
- 學校的氣氛：溫馨有愛

## 外部連結
- 臺北市私立達人高級中學 （页面存档备份，存于）